# Младенецът и дяволът
„Младенецът и дяволът“ (на руски: Младенец и чёрт) е историческо-приключенска повест от руския писател Борис Акунин, написана през 2007 г. Това е първата част от първата книга за приключенията на руския и немски шпиони по време на Първата световна война. В него е представена на читателя първата среща на главните герои на този литературна поредица – руския студент Алексей Романов и немския супершпионин Йозеф фон Tеофелс. Повестта е написана в стила на филмовата комедия.

## Сюжет
Внимание:  Текстът по-долу разкрива сюжета на произведението (или части от него)!
... Юни 1914 г. Сараево е разтърсено от фаталните изстрели и Европа бързо е обхваната от една голяма война. Германското разузнаване успява да постигне невероятен успех. Един от най-низшите служители в Гвардейския корпус на руската армия, предава свръхсекретен документ за предстоящата война – мобилизационния план и бъдещите руски военни операции. В операцията по прехвърлянето на документа участва най-главния шпионин в Русия – капитан Йозеф (Зеп) фон Теофелс. По време на срещата с предателя, Зеп попада на засада, но, благодарение на случайната намеса на един младеж, студентът Алексей Парисович Романов, Теофелс успява да избяга. Руското контраразузнаването започва да преследва Зеп, но той, заедно със своя верен слуга и помощник Тимо, организира бягството си.
В контраразузнаването Романов е разпитан от ръководителя на институцията, княз Лавр Константинович Козловски, който обяснява трагичните действията на студента. Осъзнавайки причиненото, макар и случайно, Романов е нетърпелив да изкупи вината си. И скоро се появява повод. Руското контраразузнаване успява да разбере, че копието на плана е скрито в стадиона на спортния клуб на Гвардейския корпус. Скоро там ще се проведе футболен мач между отбора на гвардейците и германския отбор. Очаквайки, че по време на мача шпионинът ще се опита да измъкне ценния план от скривалището, Козловски организира засада. За нея трябва да помогне Алексей Романов, който под прикритието на футболист е изпратен да участва в отбора на руските гвардейци, а на отбора е представен от княз Козловски като отличен вратар.
... В деня на мача. Събитието е много важно, а в публиката е самия Велик херцог, Николай Николаевич (чичо на император Николай II). Капаните на руското контраразузнаване следват един след друг, но капитан Теофелс е готов на всичко, за да изпълни непосилната задача ...

## Исторически препратки
- Текстът споменава за „поражението на руските играчи в Стокхолм“, която е исторически факт. 17 юни 1914 г. германският футболен клуб от Кийл „Холщайн“ побеждава отбора на Москва с убийствения резултат 8-0.